# Håkan Eriksson (Eishockeyspieler)
Lars Håkan Elias Eriksson (* 24. Januar 1956 in Skellefteå) ist ein ehemaliger schwedischer Eishockeyspieler.

## Karriere
Håkan Eriksson begann seine Karriere als Eishockeyspieler in seiner Heimatstadt beim Skellefteå AIK, für dessen Profimannschaft er von 1974 bis 1978 aktiv war – zunächst in der Division 1 und ab der Saison 1975/76 in deren Nachfolgeliga Elitserien. Mit Skellefteå gewann er in der Saison 1977/78 erstmals in seiner Laufbahn den schwedischen Meistertitel. Im Anschluss an diesen Erfolg wechselte der Angreifer innerhalb der Elitserien zu Djurgårdens IF, mit dem er in der Saison 1982/83 ebenfalls Schwedischer Meister wurde. Von 1985 bis 1987 trat er für die Lidingö Vikings in der drittklassigen Division 2 sowie der zweitklassigen Division 1 an, ehe er seine Karriere im Alter von 31 Jahren beendete. 

### International
Für Schweden nahm Eriksson an der Weltmeisterschaft 1979 sowie den Olympischen Winterspielen 1980 in Lake Placid und 1984 in Sarajevo teil. Bei allen drei Turnieren gewann er mit seiner Mannschaft jeweils die Bronzemedaille. 

## Erfolge und Auszeichnungen
- 1978 Schwedischer Meister mit dem Skellefteå AIK
- 1983 Schwedischer Meister mit Djurgårdens IF

### International
- 1979 Bronzemedaille bei der Weltmeisterschaft
- 1980 Bronzemedaille bei den Olympischen Winterspielen
- 1984 Bronzemedaille bei den Olympischen Winterspielen